# Brunkronad trast
Brunkronad trast (Geokichla interpres) är en fågel i familjen trastar inom ordningen tättingar. Den förekommer i Sydöstasien. Fågeln minskar kraftigt i antal och kategoriseras som starkt hotad.

## Utseende
Brunkronad trast är en 16–18 cm lång trast. Den är mörkt kastanjebrun på hjässa och nacke, övergående i blåsvart ovansida med två mycket breda vita vingband. På huvudet syns vitaktig tygel, en ofullständig vit ring kring ögat och svarta örontäckare som ramar in en vit kindfläck. Främre delen av undersidan är svart, övergående i svartfläckat vitt på buk och flanker, mot undre stjärttäckarna helvitt. På bakre delen av flankerna syns en svag beigefärgad anstrykning. Vissa individer har också ett streck av svarta fläckar på strupen. Näbben är svart medan benen är gula till skärgula.

## Utbredning och systematik
Fågeln förekommer i södra Thailand, Malaysia, Stora Sundaöarna, Små Sundaöarna och södra Filippinerna. Den behandlas som monotypisk, det vill säga att den inte delas in i några underarter. Vissa inkluderar engganotrast (Geokichla leucolaema) i arten.

### Släktestillhörighet
Tidigare placerades arten i släktet Zoothera, men flera DNA-studier visar att brunkronad trast med släktingar står närmare bland andra trastarna i Turdus.

## Levnadssätt
Brunkronad trast hittas i skogsområden från lågland upp i förberg. Den påträffas oftast födosöka på marken, men kan också ses besöka fruktbärande träd.

## Status
Arten tros minska mycket kraftigt i antal till följd av fångst för burfågelhandeln och skogsavverkningar. Från och med 2020 är den upptagen på internationella naturvårdsunionen IUCN:s rödlista över utrotningshotade arter, där listad som starkt hotad.